# Вюрмелинг, Франц-Йозеф
Франц-Йозеф Вюрмелинг (нем. Franz-Josef Wuermeling; 8 ноября 1900, Берлин, Германская империя — 7 марта 1986, Мюнстер, ФРГ) — западногерманский государственный деятель, федеральный министр по делам семьи (семьи и молодежи) ФРГ (1953—1962).

## Биография
Родился в семье политика-центриста Бернхарда Вюрмелинга.
После окончания средней школы в Варбурге в 1918 г. в течение трех месяцев отслужил в Имперском флоте. Затем он получил степень в области права и экономики, продолжив обучение в Вестфальском университете имени Вильгельма в Мюнстере, в Гамбургском  и во Фрайбургском университетах, получил докторскую степень в области права. В 1925 г. сдал экзамен, дающий право работы на государственной службе. В период обучения входил в состав нескольких студенческих католических братств, 
С 1926 г. работал в прусском министерстве внутренних дел (с 1928 г. в правительственном совете). С 1931 по 1939 год он был городским советником и казначеем местной администрации Касселя. В 1939 г. был насильственно уволен по политическим мотивам. С 1940 по 1947 год работал в базальтовой и асфальтовой промышленности предпринимательской семьи Верхан, с 1945 г. — в качестве члена правления Basalt AG из Линца на Рейне. В 1945 г. непродолжительное время был мэром города Линц-ам-Райн.
С 1945 г. являлся членом ХДС. С 1949 по 1968 г. был членом земельного исполнительного комитета ХДС земли Рейнланд-Пфальц.
В 1946—1947 гг. входил в состав Консультативной ассамблеи земли Рейнланд-Пфальц, а с 1947 по 1951 г. был членом земельного ландтага.
В 1949—1969 гг. избирался в состав германского бундестага от округов Альтенкирхен и Нойвид.
В 1947—1949 гг. занимал пост государственного секретаря в министерстве внутренних дел земли Рейнланд-Пфальц. С 1949 года по 1951 г. являлся государственным секретарем (начальником канцелярии федерального канцлера ФРГ).
В 1953—1962 гг. находился в должности федерального министра по делам семьи (с 1957 г. — по делам семьи и молодежи). В период своего пребывания в должности был заместителем представителя федерального кабинета при Совете старейшин бундестага. На посту министра выступал противником равных прав для женщин, отстаивал традиции и защиту несовершеннолетних, призывал к введению «народной цензуры» для киноиндустрии. В 1957 г. настоял на принятии закона о снижении стоимости проезда для лиц в возрасте до 25 лет из многодетных семей, который применялся до 1992 г. и назывался в обыденной жизни вюрмелингом.
С 1950 по 1964 г. заместителем главы Католической ассоциации мирян Fides Romana, штаб-квартира которой находилась в Кельне.
Был женат и имел пятерых детей. Его внук, Йоахим Вюрмелинг занимал посты государственного секретаря федерального министерства экономики и члена правления Бундесбанка Германии.

## Сочинения
- «Восемь лет семейной политики». Мюнхен 1961
- «Семья — подарок и задача». Люте-Верлаг, Кельн, 1963.
- «Внеклассное образование в свободном мире». Люте-Верлаг, Кельн, 1963.
- «Поддержите семью: наконец решите жилищную проблему». Вена 1963.

## Награды и звания
Награжден Большим крестом ордена «За заслуги перед Федеративной Республикой Германия».